# PDV Railway
PDV RAILWAY a.s. je česká společnost se sídlem v Ústí nad Labem, která se zabývá provozováním železničních drah. Je jednou z nemnoha soukromých společností, které se v Česku zabývají provozováním železničních tratí.

## Historie
Firma vznikla 5. dubna 2012 v rámci skupiny IDS building corporation podnikatele Zdeňka Kyselého vyčleněním divize provozování drah a vleček ve společnosti Viamont. Ještě téhož roku byla prodána Františku Sobotkovi. Na přelomu let 2017 a 2018 byla majitelem krátce společnost TRAIL Servis a.s., 3. ledna 2018 se jejím majitelem stal Viamont servis. Od 26. listopadu 2020 je PDV Railway vlastněna firmou Maridan podnikatele Petra Stejskala.

## Regionální dráhy
Firma provozuje tyto regionální dráhy, které jsou ve vlastnictví České republiky:
- Trutnov – Svoboda nad Úpou
- Sokolov–Kraslice

V roce 2025 Správa železnic vypověděla nájemní smlouvu na obě tratě, po uplynutí výpovědní lhůty by provozování obou tratí mělo od 1. července 2026 přejít na Správu železnic, součásti převodu budou i zaměstnanci, kteří se na provozování tratí podílejí.